# Micrastur
Micrastur is een geslacht van vogels uit de familie valkachtigen (Falconidae).

## Soorten
Het geslacht kent de volgende soorten:
- Micrastur buckleyi – Traylors bosvalk
- Micrastur gilvicollis – Gebandeerde bosvalk
- Micrastur mintoni – Mintons bosvalk
- Micrastur mirandollei – Mirandolles bosvalk
- Micrastur plumbeus – Sclaters bosvalk
- Micrastur ruficollis – Gestreepte bosvalk
- Micrastur semitorquatus – Grote bosvalk